# 세계 측정의 날
세계 측정의 날(World Metrology Day)은 5월 20일에 국제단위계(International System of Units)를 축하하는 행사이다. 이 날짜는 1875년 미터협약(Meter Convention)에 서명한 기념일이다. 도량형은 측정에 관한 연구이다. 세계 측정의 날 프로젝트는 현재 BIPM과 OIML에 의해 공동으로 실행된다.

## 2019년 세계 측정의 날
2019년의 계측의 날은 2018년에 결정된 국제 시스템의 변경이 발효되는 날인데, 특히 킬로그램의 정의를 국제 킬로그램 원기에 기초한 정의로부터 플랑크 상수에 기초한 새로운 정의로 대체하는 새로운 정의가 발효하는 날이다.